# 押尾コータロー
押尾 コータロー（おしお コータロー、本名：押尾 光太郎（読み同じ）、1968年2月1日 - ）は、日本のギタリスト。主にスティール弦アコースティックギターを演奏。所属レーベルはインディーズ、東芝EMIを経てSME Records。コータロー音楽事務所所属。大阪府吹田市出身。大阪を拠点とし、ソロ・ギタリストとしての全国ツアーなどライブを中心に活動。身長180cm。既婚。

## 演奏スタイル
オープン・チューニングやスラップ奏法、タッピング奏法を駆使したその演奏スタイルは、マイケル・ヘッジス、タック・アンドレスなど強烈な個性をもつアメリカのギタリストたちの影響を強く受けている。フィンガー・ピッキングというピックを使わず爪で演奏しているため、小指以外の爪をスカルプチュアで保護している。
ライブでは、堅苦しくなりがちなギターソロの演奏を楽しく聴かせるために、曲の合間にコミカルなMCで場をつなぐ・レパートリーにアニメソングやコマーシャルソングを盛り込むなどの工夫をしている。また「Dancin'コオロギ」を演奏しながらの「ひとりメンバー紹介」も恒例となっている。

## 略歴
中学校2年からギターを弾き始める。今も師と仰ぐ五つの赤い風船のギタリスト・中川イサトのギター教室でギター講習を受けていた。大阪府立北淀高等学校を卒業後すぐに、音楽の専門学校に通うため東京へ移住。その傍ら、ギタリストの岡崎倫典のギター教室にも通い、そこで同じくギタリストの小松原俊からもレッスンを受ける。
帰阪後バンド活動を始めるが、当時の担当はギターではなくベースだった。押尾は「メンバー募集をした際にベースシストだけが決まらなかったため、仕方なく引き受けざるを得なかった」と後に語っている（現在ではベースを人前で披露する事は無いが、DVDで弾く姿を見る事が出来る）。バンド解散後は、ソロ・ギタリストとしての活動を開始。同時期には、スティールパン奏者の山村誠一と「VOICEQUN（ヴォイスクン）」というユニットを組んで活動もしていた。その後、FM802で放送されていた『HIRO T'S MORNING JAM』で、DJのヒロ寺平がオリジナル曲を紹介。これを機に、地元の関西を中心に注目されるようになった。インディーズから2枚のアルバムを発売した後、メジャー・デビューした。

### メジャー・デビュー後
2002年（平成14年） - 東芝EMIからアルバム『STARTING POINT』によりメジャー・デビュー。モントルー・ジャズ・フェスティバル（Montreux Jazz Festival）に初出演。以後、マイルス・デイヴィス以来となる2年以上の連続出演を果たす。アメリカ・ナラダレーベルからアルバム『STARTING POINT』により全米デビュー。音楽雑誌『ADLIB』でのニューエイジ部門賞受賞を翌2003年を含めて連続受賞。
2003年 - 大阪市咲くやこの花賞受賞。大晦日「第54回NHK紅白歌合戦」に島谷ひとみの「元気を出して」のバックで演奏。
2006年 - エスエムイーレコーズに移籍。
2007年 - プロ野球のオリックス・バファローズ対北海道日本ハムファイターズ戦において、国歌・君が代を演奏。
2013年 - 4月から2ヶ月間NHK教育『趣味Do楽』の月曜日で放送された「押尾コータローのギターを弾きまくロー!」に、講師として出演。
2014年 - 「高校時代からのファン」であるという劇団スーパー・エキセントリック・シアター所属の俳優・小倉久寛からの勧めで、8月6日から17日まで、シアターサンモールでの上演舞台「小倉久寛ひとり立ち公演Vol.5『のるかそるか〜SINK or SWIM!〜』」に、舞台俳優として出演。46歳にして舞台作品デビューを果たした。
2015年 - 2016年公開のアニメーション映画「同級生」の劇伴音楽担当が決定。
2017年 - メジャー・デビュー15周年を記念し、12月14日に東京Bunkamuraオーチャードホール、12月24日に大阪フェスティバルホールにて『押尾コータロー 15th Anniversary Special Live -Anytime Together!!!-』を開催。
2021年 11月からYouTube番組『押尾の推し』がスタート。
2022年 - メジャー・デビュー20周年を迎える。

## 逸話
マイケル・ヘッジスが来日したとき、彼の目の前で彼の楽曲「ビコーズ・イッツ・ゼア」を演奏したことがある。この曲は元々ハープ・ギターによる編曲であったが、それを6弦ギターで演奏できるようにアレンジし直して演奏した。それを聴いたマイケル・ヘッジスは「グレイト!」と賞賛の言葉を贈った。
この時「M-Factory」の生みの親でもある三好英明も同席しており、「押尾! 『ビコーズ・イッツ・ゼア』を演奏してみろよ!」と言われて演奏したという。

## 所有ギター

### 国産
- KAMEOKA（カメオカ）
  - KMD Cutaway - 愛媛県のルシアー（手工ギター製作家）亀岡隆之が手がけたギター。
- TAKAMINE（タカミネ）
  - KO-50 - 2006年に発表された、高峰楽器製作所製の押尾コータローのシグネチャーモデル。
- KISO KLEIN（キソ クライン）
  - DK-1 - ギターデザイナーのスティーヴ・クラインと国産ギターメーカー「Kiso Guitars」のコラボレーションブランド。2005年5月をもって製作を完了し、現在は入手困難なギター。

### 海外製
- GREVEN（グレーベン）
  - D Herringbone - 今や押尾コータローの代名詞とも言えるグレーベンのドレッドノート。メジャー・デビュー後の大半は、このギターでライブもレコーディングも行っている。雑誌のインタビューによると、同モデルを複数本所有してると言う。ピックアップシステムは長年M-Factoryを使用しており、サウンドホールに付いているマグネットピックアップはSUNRISEのS-2。このサンライズは、敬愛するマイケル・ヘッジスも愛用していた。
  - J Herringbone - 上記のDの前に、押尾が長年愛用していたギター。高校3年生の時、師匠の中川イサトに勧められて購入したもので、メジャー・デビュー・アルバム『STARTING POINT』のディスクジャケット写真で、押尾が抱えているギター。サウンドホール周りのスクラッチ（引っかき傷）が、その長年の愛用度を物語る。
  - OM Herringbone Custom - 主にバラード系の曲で使用。
  - MD Herringbone - GREVEN Dのカッタウェイモデル。
- Gibson（ギブソン）
  - L-00 - オールドのギブソン。最近はスモールギターを使う曲の時はLG-2 3/4を使わず、このL-00とL-1を使用することが多い。
  - L-1 - オールドのギブソン。
  - LG-2 3/4 - ギブソンのミニギター。ライブにもレコーディングにも使用しているが、ピックアップは搭載していない。
  - CF-100 - 「Nature Spirit」からレコーディングで使用された、オールドのギブソン。基本仕様は上記LG-2のカッタウエイモデルで、オリジナルは1950年代にだけ生産されていた。
- MARTIN（マーティン）
  - D-28 GE - オールドのマーティンではなく、新品を購入している。
  - D-28（1964年製） - 今は使われていないハカランダ（サイド&バック）のオールドマーティン。2005年のツアー中に購入。ライブやレコーディングに使用。
- TACOMA（タコマ）
  - Papoose P1E4 - ミニギター。
  - Thunderhawk BM6C - バリトンギター。通常のドレッドノートタイプに対して長い。
- TAYLOR（テイラー）
  - Taylor 314c - ピックアップシステムを内蔵した314ceモデルではなく、外付けピックアップが取り付けられている。

## ディスコグラフィー
押尾コータローによる音源の発売はアルバムのみで、インディーズ時代も含め一度もシングルの発売はされていない。

### 配信限定シングル
| 発売日         | タイトル                             |
| -------------- | ------------------------------------ |
| 2022年12月19日 | 夢ごこち (with ジェイク・シマブクロ) |

### 参加作品
- ASKA「201号」
- 伊藤由奈「Urban Mermaid」
- イルカ「はんぶんこ」
- STGM「この胸に…」
- 大西ユカリ & 押尾コータロー「BACK DOORから」
- 影山ヒロノブ「葛飾ラプソディー」
- 柏木由紀「桜の木になろう Acoustic Ver. feat. 押尾コータロー」
- 工藤静香 feat. 押尾コータロー「時の過ぎゆくままに」
- GILLE「あったかいんだからぁ♪ feat. 押尾コータロー」
- すろーらいだーず「パーフェクトワールド」
- DEEN「Smile Blue」
- 葉加瀬太郎「あの夏の白い雲 with 押尾コータロー」
- 広沢タダシ「悲しみのぬけがら」
- PuiPui HOMETOWNS[注 1]「この街に生まれて/いつまでも変わらない」
- 星村麻衣「桜日和 × 押尾コータロー」
- meg「Christmas Rose」
- 森口博子
  - 「哀 戦士 / with 押尾コータロー」
  - 「あんなに一緒だったのに / with 押尾コータロー」
- RAG FAIR「Old Fashiond Love Song」
- LISA「瞳をとじて」
- Ryoko「makuake (feat. Kotaro Oshio)」
- APOKI「冬の桜 (feat. Kotaro Oshio)」

### タイアップ
| 曲名                                             | タイアップ                                                                                                 |
| ------------------------------------------------ | --- |
| Blue sky（exciting version）                     | 毎日放送・TBS系「すてきな出逢い いい朝8時」エンディングテーマ                                              |
| 太陽のダンス                                     | TBS系「いちばん!」テーマ曲                                                                                 |
| 風の詩                                           | NHK総合「放送50年 南極プロジェクト」使用曲                                                                 |
| ハッピー・アイランド                             | TOKYO FM「HAPPY-GO-LUCKY!」エンディングテーマ                                                              |
| そらはキマグレ                                   | TBS系「あさがけウォッチ!」テーマ曲                                                                         |
| Chaser                                           | 毎日放送「MUSIC EDGE」テーマ曲                                                                             |
| プロローグ                                       | アルタミラピクチャーズ配給映画「船を降りたら彼女の島」挿入曲                                               |
| again...                                         | NHKラジオ第1「かんさい土曜ほっとタイム」テーマ曲                                                           |
| 翼〜you are the HERO〜                           | 毎日放送「MUSIC EDGE」テーマ曲                                                                             |
| ミスティ・ナイト                                 | GUNZE「CFA100フラッティ クールメイク」CMソング                                                             |
| AQUA-MARINE                                      | 関西テレビ「2時ワクッ!」エンディングテーマ                                                                 |
| ファイト!                                        | MUSIC ON! TV「Harmony with the Earth "Forest" Theme ID」使用曲                                             |
| 桜・咲くころ                                     | WAHAHA本舗配給映画「冬の幽霊たち〜ウィンターゴースト」挿入曲                                               |
| 坂の上の公園                                     | NHKラジオ第1「四国おはようネットワーク」（四国版マイあさラジオ）テーマ曲 NHKBS「BSふれあいホール」テーマ曲 |
| オアシス                                         | ハウス食品「六甲のおいしい水」CMソング                                                                     |
| オーロラ                                         | GUNZE「フラッティ」CMソング                                                                                |
| クリスタル                                       | GUNZE「フラッティ」CMソング                                                                                |
| Indigo Love                                      | TBS系「hito」挿入曲                                                                                        |
| Rushin'                                          | NHK総合テレビドラマ「ファイブ」メインテーマ                                                                |
| My Home Town                                     | NHK総合テレビドラマ「ファイブ」挿入曲                                                                      |
| DREAMING                                         | タイガー魔法瓶「とく子さんプレミア」CMソング                                                               |
| 君がくれた時間（とき） feat. 斎藤ネコ            | 東映配給映画「三本木農業高校、馬術部」メインテーマ                                                         |
| Here We Go! feat. Bro.Hi（SOUL'd OUT）           | ヤクルト「ヤクルト400」CMソング                                                                            |
| A Wonderful Day feat. 木原健太郎                 | NTTコムウェアCMソング                                                                                      |
| Hangover                                         | 豊崎愛生のおかえりらじお オープングテーマ                                                                  |
| いい日だったね。                                 | 豊崎愛生のおかえりらじお エンディングテーマ                                                                |
| With You feat. Char                              | TBS系「風街みなと」イメージソング                                                                          |
| LOVIN' YOU                                       | 北海道テレビ「夢チカ18」エンディングテーマ                                                                 |
| Road Goes On                                     | ニッポン放送「交通情報」テーマソング                                                                       |
| 楽園                                             | テレビ朝日系「旅の香り」エンディングテーマ                                                                 |
| Landscape                                        | 毎日放送「mm-TV」エンディングテーマ                                                                        |
| HEART BEAT!                                      | NHK-FM「ラジオマンジャック」テーマソング                                                                   |
| 雨上がり                                         | ヤンマーCMソング                                                                                           |
| Departure                                        | 鹿児島讀賣テレビ 「KYT サテスタ情報」「KYT 月刊サテスタ情報」テーマソング（2015年現在）                    |
| Together!!!                                      | 三菱電機 「DIATONE SOUND. NAVI」CMテーマ曲                                                                 |
| Magical Beautiful Seasons feat. DEPAPEPE & NAOTO | MBSラジオ 天気予報BGM                                                                                      |

## ミュージック・ビデオ
| 監督     | 曲名 |
| -------- | --- |
| 青木亮二 | 「Brand New Wings」 「ナユタ」 |
| 遠藤主任 | 「HARD RAIN from DVD」 「Chain of Friedns」 「オアシス」 |
| 大橋洋生 | 「Baby,it's time(広沢タダシ×押尾コータロー)」 |
| 土屋隆俊 | 「Smile Blue(DEEN featuring 押尾コータロー)」 |
| 當眞嗣朗 | 「翼〜you are the HERO〜」 |
| 本田義信 | 「IN MY LIFE with Jake Shimabukuro」 「Rushin'」 「渚」 |
| 不明     | 「Big Blue Ocean」 「LOVIN' YOU」 「MOTHER」 「PINK CANDY」 「あの夏の白い雲」 「ボレロ」 「君がくれた時間 (Movie Ver.)」 「君がくれた時間〜Alternative Ver.〜」 |

## 出演

### テレビ
以前フジテレビで放送された「お待たせ!ラグ定食」でRAG FAIRとの共演を果たした。それがきっかけでRAG FAIRのシングル「Old Fashiond Love Song」にギタリストとして参加した。その後も彼らとは親交がある。
- FNS歌謡祭（フジテレビ、2010年12月4日）出演
- tvk開局40周年記念\u300040時間特別番組「あすの地球と子どもたち〜PRAY FOR HAPPINESS」（テレビ神奈川（tvk）2012年9月8日）
- 趣味Do楽 押尾コータローのギターを弾きまくロー!（NHK教育、2013年4月 - 5月）講師として出演
- 雨上がり決死隊のトーク番組アメトーーク!ちょっと弾けますギター芸人　2015年4月2日　後藤輝基が影響を受けたギタリストとして紹介。エンディングで出演者と共演。

近年では、『SONGS』（NHK総合）『ミュージックフェア』『僕らの音楽 Our Music』（いずれもフジテレビ）などの音楽番組に、ギタリストとして度々出演。単独でのギター演奏に加えて、ゲスト出演歌手とセッションを披露することも多い。

### YouTube
- ギタリスト押尾コータロー『押尾の推し』（2021年11月-)

### ラジオ
- 押尾コータローの押しても弾いても （MBSラジオ）
- 押尾コータロー ACOUSTIC WIND（2006年4月 - 9月、エフエム東京）
- サタデーワイド「ラジオマンジャック」（NHK-FM）

### CM
- 六甲のおいしい水（ハウス食品、2005年）
- The Parkhouse Show（三菱地所レジデンス、2014年）
- DIATONE SOUND. NAVI（三菱電機、2016年）